# مسجد گنجعلی خان
مسجد گنجعلی‌خان، در ضلع شمال شرقی میدان گنجعلی‌خان و در کنار مدرسه گنجعلی خان واقع شده که حدود سال ۱۰۰۷ هجری قمری توسط گنجعلی‌خان حاکم منصوب شاه عباس صفوی ساخته شده‌است. این مسجد در واقع محل عبادت حاکم کرمان و به روایتی دیگر مسجد، مدرسه گنجعلی‌خان بوده‌است.